# ISO 3166-2:WF
ISO 3166-2:WF — стандарт Международной организации по стандартизации, который определяет геокоды. Является подмножеством стандарта ISO 3166-2, относящимся к Уоллис и Футуне. Стандарт охватывает 3 округа. Геокод состоит из: кода Alpha2 по стандарту ISO 3166-1 для островов Уоллис и Футуна — WF и двухбуквенного кода созвучно названиям округов. Одновременно остовам Уоллис и Футуна присвоен геокод второго уровня — FR-WF как заморскому сообществу Франции. Геокод являются подмножеством кода домена верхнего уровня — WF, присвоенного Уоллис и Футуне в соответствии со стандартами ISO 3166-1.

## Геокоды Уоллис и Футуны
| Название | Alpha2 | Alpha3 | цифровой | Геокод по ISO 3166-2 | Статус |
| -------- | ------ | ------ | -------- | -------------------- | ------ |
| Ало      | WF-AL  | WLF    | 876      | FR-WF                | округ  |
| Сигав    | WF-SG  | WLF    | 876      | FR-WF                | округ  |
| Увеа     | WF-UV  | WLF    | 876      | FR-WF                | округ  |

## Геокоды пограничных Уоллис и Футунe государств
- Тувалу — ISO 3166-2:TV (на севере (морская граница)),
- Самоа — ISO 3166-2:WS (на востоке (морская граница)),
- Тонга — ISO 3166-2:TO (на юго-востоке (морская граница)),
- Фиджи — ISO 3166-2:FJ (на западе и юге (морская граница)).